# روبن يانيز
روبن يانيز، لاعب كرة قدم إسباني يلعب مع نادي قادش قادم من نادي خيتافي على سبيل الإعارة.

## الإنجازات

### ريال مدريد
الدوري الاسباني
- البطل (1): 2016-17.

دوري أبطال أوروبا
- البطل (2): 2016، 2017.

كأس السوبر الأوروبي
- البطل (2): 2016، 2017

كأس العالم للأندية لكرة القدم
- البطل (1): 2016.

كأس السوبر الإسباني
- البطل (1): 2017

## روابط خارجية
- روبن يانيز على موقع قاعدة بيانات كرة القدم.إي يو (الإنجليزية)
- روبن يانيز على موقع Soccerway.com (الإنجليزية)
- روبن يانيز على موقع عالم كرة القدم.نت (الإنجليزية)
- روبن يانيز على موقع AS.com (الإسبانية)